# Selmęt Mały
Selmęt Mały – jezioro na Pojezierzu Ełckim, w województwie warmińsko-mazurskim. Położone jest w południowej części Ełku. Inna nazwa to Jezioro Ciche.

## Dane ogólne
- powierzchnia jeziora: 19,84 ha
- długość: 900 m
- szerokość do 300 m
- głębokość do 22 m
- długość linii brzegowej: 1,9 km

Południowo-wschodni brzeg jeziora jest równocześnie granicą miasta Ełk, natomiast przy południowo-zachodnim brzegu znajduje się Osiedle Wczasowe. Od północy i południowego wschodu jezioro jest otoczone lasem. Brzeg jest niski. Na północy znajduje się ośrodek kolonijny i była plaża wojskowa. Ponadto w pobliżu jeziora znajdują się osiedla Szyba i Pod Lasem.
Z jeziora wypływa niewielki ciek do jeziora Selmęt Wielki.

## Hydronimia
Według urzędowego spisu opracowanego przez Komisję Nazw Miejscowości i Obiektów Fizjograficznych (KNMiOF) nazwa tego jeziora to Selmęt Mały. W różnych publikacjach jezioro to występuje pod nazwą Selment Mały lub Jezioro Ciche.